# Škahovica
Škahovica är ett samhälle i Bosnien och Hercegovina.   Det ligger i entiteten Federationen Bosnien och Hercegovina, i den centrala delen av landet, 100 km norr om huvudstaden Sarajevo. Škahovica ligger 311 meter över havet och antalet invånare är 1 546.
Terrängen runt Škahovica är lite kuperad, och sluttar söderut. Runt Škahovica är det ganska tätbefolkat, med 93 invånare per kvadratkilometer.. Närmaste större samhälle är Gračanica, 4,1 km söder om Škahovica. 
Trakten runt Škahovica består till största delen av jordbruksmark.